# Matteo d'Acquasparta
Matteo Bentivegna (o Bentivenga) dei Signori d'Acquasparta (Acquasparta, 1240 – Roma, 29 ottobre 1302) è stato un cardinale, teologo e filosofo italiano, appartenente all'Ordine francescano.

## Biografia
Nacque da una delle grandi famiglie delle Terre Arnolfe, quella dei Bentivegna, feudatari di Acquasparta e Massa Martana, trasferitisi a Todi alla fine dell'XI secolo. Per alcuni era fratello del cardinale Bentivegna de' Bentivegni d'Acquasparta, Vescovo di Todi: altre ricerche mettono in dubbio il rapporto di parentela fra i due cardinali, ma l'uso da parte di entrambi del medesimo stemma e predicato nobiliare denunciano, sia in termini giuridici, sia per le vincolanti consuetudini araldiche, l'appartenenza alla stessa famiglia. Lo stemma araldico è ancora oggi visibile nella tomba di Matteo d'Acquasparta, nel Castello di Massa Martana, e negli Annali di Todi.
Entrò giovanissimo nell'ordine francescano e ben presto si dimostrò molto dotto soprattutto in teologia, ottenendo il compimento degli studi in due delle più grandi Università d'Europa: Parigi e Bologna. La sua fama raggiunse Roma e diventò dapprima lector Sacri Palatii, sostituendo John Peckham, (divenuto nel frattempo arcivescovo di Canterbury), e poi, nel 1287, ministro generale dell'ordine francescano.
Nei conflitti sulla povertà dell'Ordine, Matteo fu uno dei principali sostenitori della corrente maggioritaria dei Francescani (la cosiddetta Comunità, che si opponeva ai rigoristi del movimento degli Spirituali e difendeva un'interpretazione più blanda della Regola in materia di povertà), e approvò il possesso di beni in comune da parte dei frati. Dante lo nomina, biasimandolo, tramite le parole di San Bonaventura, nel Paradiso (XII, 124) in opposizione a Ubertino da Casale: «ma non fia da Casal né d'Acquasparta,/ là onde vegnon tali alla scrittura,/ ch' uno la fugge, e l'altro la coarta.»
La sua lungimiranza e sagacia politica lo portarono ben presto a salire nella gerarchia ecclesiastica. Nel 1288, eletto al papato, con il nome di Niccolò IV, il francescano Girolamo Masci di Ascoli, religioso vicino alla grande famiglia romana dei Colonna,  Matteo venne creato quasi subito cardinale prete con il titolo di San Lorenzo in Damaso (16 maggio 1288). Al suo posto, il capitolo francescano del 1289 scelse come ministro generale Raymond de Gaufredi, uno Spirituale di primo piano che, nonostante appartenesse alla corrente avversaria rispetto a quella di Matteo d'Acquasparta, fu tuttavia eletto alla guida dell'Ordine, anche per le pressioni politiche della Casa d'Angiò, con la quale lo stesso Raymond aveva un rapporto personale molto stretto.
A partire dal suo ingresso nel collegio cardinalizio, Matteo cominciò ad accumulare gratificazioni e incarichi. Quando venne eletto al soglio pontificio l'eremita Pietro da Morrone, con il nome di Celestino V, Matteo continuò ad esercitare di fatto il generalato con molta astuzia politico-ecclesiastica.
Dopo le dimissioni improvvise di Celestino V, divenne una pedina determinante nel conclave di Natale del 1294, che portò all'elezione di Benedetto Caetani, papa Bonifacio VIII, del quale fu uno dei pochissimi amici fidati, e per il quale assunse incarichi di grande prestigio, e talora molto delicati, prima come responsabile della cosiddetta crociata contro i Colonna, poi come ambasciatore in Lombardia, Firenze e quindi in Romagna.
Nel 1300, il papa lo inviò a Firenze come legato apostolico, nel tentativo di pacificare le fazioni guelfe dei Cerchi e Donati, soprattutto quando giunse all'orecchio del pontefice la notizia che i Cerchi, più numerosi, si erano alleati con città ghibelline come Pisa e Arezzo.
Il cardinale arrivò in città a giugno, ma se ne ripartì presto perché le fazioni non gli conferirono alcuna delega per prendere decisioni. Recatosi a Lucca, quando i Donati fecero una congiura rientrando in Firenze alla spicciolata dall'esilio cui erano stati condannati (come disposto in modo equanime per i capi delle due fazioni, e per il quale esilio erano già partiti i Cerchi), egli marciò con un esercito di lucchesi su Firenze, palesando la sua volontà di favorire i guelfi neri. Bloccato alle porte del territorio fiorentino, arrivò comunque in città, dove regnava ormai il malcontento da entrambe le parti sulla sua figura. Una freccia fu lanciata verso la sua finestra nel Palazzo vescovile, obbligandolo a traslocare per timore nel Palazzo dei Mozzi. I Signori della città, dispiaciuti per l'accaduto e soprattutto per evitare che il cardinale gettasse l’interdetto su Firenze, gli offrirono spontaneamente un risarcimento pecuniario, ma egli – dopo qualche perplessità – lo rifiutò. La scena, con il cardinale che guarda i soldi indeciso se prenderli o meno, è vividamente descritta da Dino Compagni nella sua Cronica, essendo egli stesso presente in quanto deputato alla consegna:
(Libro I, XXI)
Subito dopo se ne andò dalla città. Fu vescovo di Porto e Santa Rufina e sub-decano del Sacro Collegio. Fedele fino all'ultimo a papa Caetani, morì a Roma nel 1302 e fu sepolto nella Basilica di Santa Maria in Aracoeli, in un grandioso monumento funebre in stile gotico, ancora oggi visibile.

## Successione apostolica
La successione apostolica è:
- Vescovo Pedro Pascual, O. de M. (1296)
- Vescovo Alpin di Strathearn (1296)
- Vescovo Bartolomeo Caetani, O.S.B. (1296)
- Arcivescovo Peter von Aspelt (1297)
- Arcivescovo Henri de Tuderto, O.F.M. (1297)
- Vescovo William de Lamberton (1298)
- Vescovo John de Kininmund (1298)
- Arcivescovo Jacques de Fulgineo, O.F.M. (1299)
- Vescovo David de Moray (1299)
- Vescovo Alfonso das Asturias (1302)
- Vescovo Fernando Álvarez (1302)
- Vescovo Guido Farnese (1302)
- Vescovo Henri de Casaloci (1302)
- Vescovo Pietro, O.F.M. (1302)